# Durham Bridge

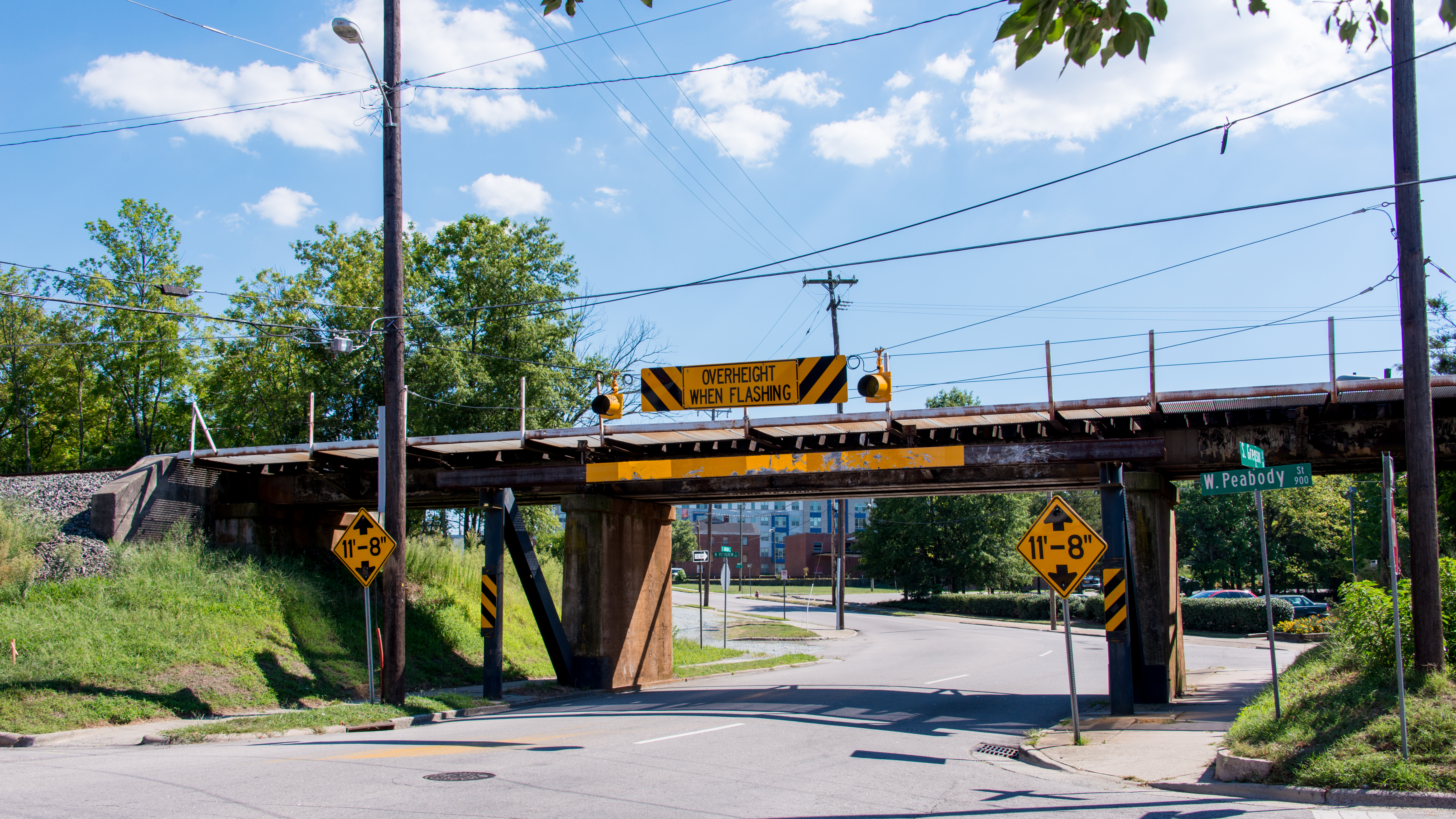
Die Überführung im Jahr 2015

Die Durham Bridge (offizielle Bezeichnung: Norfolk Southern–Gregson Street Overpass) ist eine Eisenbahnüberführung in der Stadt Durham in North Carolina in den Vereinigten Staaten.
Die Besonderheit der Brücke ist ihre ungewöhnlich geringe lichte Höhe von unter 4 m. Trotz eindeutiger Beschilderung und automatischer Warnanlagen verunglücken häufig zu hohe Fahrzeuge an der Brücke. Videoclips von Unfallszenen haben die Brücke zu einem Internet-Phänomen und damit international bekannt gemacht.

## Technische Daten

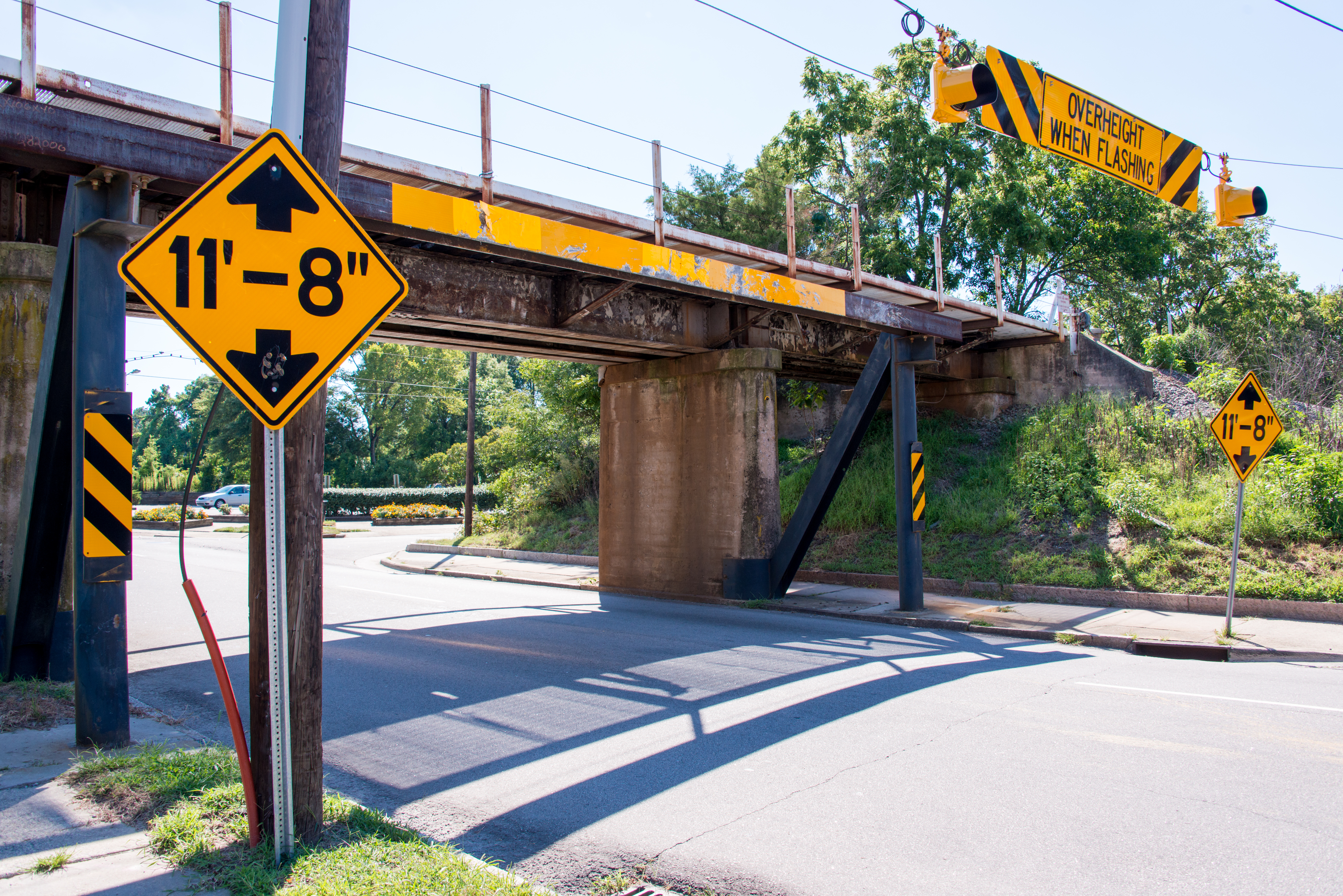
„Crash Beam“ mit der Warnanlage von 2014, davor das namensgebende Verkehrszeichen mit der Durchfahrtshöhe 11 Fuß 8 Zoll.

Die Überführung überbrückt die South Gregson Street (NC-1327), eine in der Innenstadt von Durham in Nord-Süd-Richtung verlaufende zweispurige Einbahnstraße. Vor der Brücke befindet sich eine Kreuzung mit Ampelanlage; hier quert die entlang des Bahndamms verlaufende West Peabody Street die Gregson Street. Überführt wird eine einspurige Eisenbahntrasse, 300 m südöstlich der Brücke liegt der Bahnhof von Durham. Die Trasse wird von den Bahngesellschaften Amtrak und Norfolk Southern Railway für den Personen- und Güterzugverkehr genutzt. Die Brücke selbst ist Eigentum der staatlichen North Carolina Railroad Company NCRC.
Die Stahlträgerbrücke ruht auf zwei Betonpfeilern; der Überbau besteht aus einer von vier U-Stahlträgern getragenen Grundplatte, auf der das Gleis liegt. Die Gesamtlänge der Brücke beträgt rund 28 m. Die freigegebene Durchfahrtshöhe  betrug ursprünglich 11 Fuß 8 Zoll (3,56 m) und wurde im Oktober 2019 auf 12 Fuß 4 Zoll (3,76 m) angehoben. Damit liegt sie nach wie vor unter einer seit 1973 geltenden US-Standardnorm von 14 Fuß (4,27 m) Durchfahrtshöhe.
Nach einer Untersuchung aus dem Jahr 2003 passieren täglich etwa 11.000 Fahrzeuge die Unterführung, davon 6 Prozent Transportfahrzeuge. Zu hohe Fahrzeuge müssen spätestens an der Kreuzung direkt vor der Brücke auf die West Peabody Street abbiegen.

### „Crash Beam“
Zum Schutz der Brücke errichtete die North Carolina Railroad Company rund drei Meter vor der Brücke ein Kollisionsportal: Quer über die Fahrbahn verläuft auf Höhe der Durchfahrt abzüglich Toleranz ein in Warnfarbe lackierter Doppel-T-Träger, in dieser Funktion auch als Crash beam (deutsch „Kollisionsbalken“) bezeichnet. So ereignet sich ein unvermeidlicher Zusammenstoß schon vor der eigentlichen Brücke, wobei entweder das Fahrzeug gestoppt wird oder zu hohe Fahrzeugteile oder Aufbauten abgerissen werden; eine Beschädigung der Brückenkonstruktion wird dadurch verhindert. Das Portal ist so stabil bemessen, dass es durch die Kollisionen nicht wesentlich beschädigt wird.

## Geschichte
Die Brücke basiert auf einem Entwurf aus den 1920er Jahren, wurde 1940 fertiggestellt und mit einer Nutzungsfreigabe für 11 Fuß 8 Zoll (3,56 m) eröffnet. Mit der Höhenzunahme von Kofferaufbauten und Sattelaufliegern von Transportfahrzeugen kam es im Laufe der Jahre zunehmend zu Unfällen. In der Durhamer Tageszeitung The Herald-Sun erschienen bereits in den 1950er und 1960er Jahren Fotos von verunglückten Fahrzeugen. Bei den Unfällen wurden zwar regelmäßig die Dächer der Fahrzeuge beschädigt, aber keine Personen verletzt. Das  North Carolina Department of Transportation (NCDOT) bezifferte die von 2008 bis 2016 durch Unfälle entstandenen Schäden auf etwa eine halbe Million US-Dollar.

### Warnanlage
Bereits 2014 wurden zusätzlich zur Beschilderung blinkende Warnlampen montiert. 2016 installierte das NCDOT eine durch Höhensensoren auslösende optische Warnanlage, die auch die vor der Brücke befindliche Ampelanlage bei Erkennung eines zu hohen Fahrzeuges für zusätzliche 30 s auf Rot schaltet, um so die Fahrer zu hoher Fahrzeuge durch eine aufleuchtende Warntafel „OVERHEIGHT MUST TURN“ (deutsch „Überhöhe muss abbiegen“) auf die Gefahr aufmerksam zu machen. Dennoch blieb die Unfallrate unverändert bei durchschnittlich einem Unfall pro Monat.

### Anhebung
Da die Unfälle teilweise auch nachfahrende Fahrzeuge und Fußgänger am benachbarten Gehsteig gefährdeten, wurde die Brücke am 29. Oktober 2019 von der NCRC um die baulich maximal möglichen 8 Zoll (20 cm) auf die derzeit geltenden 12 Fuß 4 Zoll angehoben, indem zwischen Betonpfeiler und Brückenträger zusätzliche Stahlplatten gelegt wurden. Die Gleise wurden angepasst, die Brücke wurde saniert und bekam einen neuen Anstrich. Der Crash beam verbleibt, entsprechend erhöht, weiterhin zum Schutz der Brückenkonstruktion vor der Unterführung.
Drei Wochen nach der Maßnahme kam es zur nächsten Kollision; bis August 2024 ereigneten sich insgesamt noch 35. Damit hat die Unfallrate sich in etwa halbiert, eine Gefahrenstelle bildet die Brücke nach wie vor.
Ein weiteres Anheben der Brücke wäre nur bei erheblichen Gleisanpassungen möglich, denn davon wären auch weitere Überführungen sowie Bahndämme betroffen. Eine Absenkung der Straße andererseits ist wegen eines unter der Straße verlaufenden Abwasserkanals nicht möglich.

## Bekanntheit
Die Brücke war nur regional als Gefahrstelle bekannt, bis der Informatiker Jürgen Henn, der in einem Büro nahe der Brücke arbeitet, 2008 und 2009 zwei Videokameras installierte, die den durchfahrenden Verkehr aus zwei verschiedenen Blickwinkeln aufnehmen, und daraus generierte Videoclips der Kollisionen auf der eigens eingerichteten Website 11foot8.com zu veröffentlichen begann. Ab „Crash“ Nummer 40 im Sommer 2011 wurden die Ereignisse durchnummeriert; am 29. Juli 2024 ereignete sich Crash Nr. 185.
Die teils spektakulären und süffisant kommentierten Clips verbreiteten sich in den sozialen Medien und verschafften der Brücke internationale Bekanntheit. Mittlerweile gilt sie als bekannteste Brücke im Internet. Ein im Mai 2013 vom YouTuber Peter Hemmings aus Unfällen an dieser Brücke zusammengestelltes Video wurde Millionen Male aufgerufen.
Bis zu der Erhöhung der Durchfahrt im November 2019 war die Brücke in den Vereinigten Staaten als 11foot8 Bridge bekannt; nach der Anhebung auf 12′4″ wurde der bekannte Name nicht geändert, sondern auf 11foot8+8 Bridge erweitert. Weitere Spitznamen der Brücke sind can opener (deutsch Dosenöffner), Gregson Street Guillotine oder Truck-Scalping Bridge (deutsch LKW-skalpierende Brücke).
Auch Henn selbst wurde durch seine Filme im Internet bekannt.

“The can opener just kind of sits there waiting with very low clearance, much lower than many truck drivers seem to expect. And when they don't pay attention, the can opener sits there to pounce on them.”

„Der Dosenöffner sitzt sozusagen nur da und wartet, mit sehr niedriger Durchfahrt, deutlich niedriger, als viele Lkw-Fahrer zu erwarten scheinen. Und wenn sie nicht darauf achten, sitzt der Dosenöffner da, um sich auf sie zu stürzen.“

Am 6. Januar 2016 titelte das Wall Street Journal zur Brücke auf der Titelseite: „The Joys of Watching a Bridge Shave the Tops Off Trucks“, „Die Freude, eine Brücke zu beobachten, die die Dächer von Lastwagen abrasiert“. In dem Artikel wurde die Häufigkeit angesprochen, mit der unerfahrene Fahrer von Mietwagen in Unfälle verwickelt sind. Die Huffington Post nannte sie im Oktober 2019 „ein berüchtigtes Wahrzeichen von North Carolina“, das „die Dächer von Lastwagen abschält“ und „den Ruf einer Lastwagen-Guillotine erlangt hat“.
Die Lifestyle-Website Mel Magazine spottete mit Bezug auf die Brückenanhebung im November 2019, dass sie ein Schlag für das kollektive Erstellen von Internet-Memes sei. Das auf dem Hervorrufen von „Schadenfreude“ basierende Binge Watching sei nun nicht mehr möglich. Es sei ein Abschied von dieser legendären, Lkw-zerstörenden Überführung, die eine Nation (virtuell) eroberte. Die Brücke habe das Unmögliche geschafft – sie sei länger als ein Jahrzehnt viral geblieben.